# Покровка (Днепропетровская область)
Покро́вка (укр. Покровка) — село,
Покровский сельский совет,
Криничанский район,
Днепропетровская область,
Украина.
Код КОАТУУ — 1222085001. Население по переписи 2001 года составляло 529 человек.
Является административным центром Покровского сельского совета, в который, кроме того, входят сёла
Весёлая Долина,
Грузиновка,
Зелёный Яр,
Крутая Балка,
Милорадовка,
Новомилорадовка,
Червоный Орлик
и посёлок Сорокопановка.

## Географическое положение
Село Покровка находится на берегу реки Рекалова,
выше по течению на расстоянии в 0,5 км расположено село Новомилорадовка,
ниже по течению на расстоянии в 4 км расположено село Скелеватка.
Через село проходит автомобильная дорога Т-0432.

## История
- Село Покровка основано в середине XIX века.

## Экономика
- «Маяк», агрофирма, ООО.

## Объекты социальной сферы
- Школа I—II ст.
- Детский сад.
- Дом культуры.
- Медпункт.

## Достопримечательности
- Братская могила советских воинов.